# Crepichaeta
Crepichaeta is een geslacht van kevers uit de familie bladkevers (Chrysomelidae).
De wetenschappelijke naam van het geslacht werd in 1993 gepubliceerd door Medvedev.

## Soorten
- Crepichaeta schereri Medvedev, 1993